# Anteruksenjärvi (Jukkasjärvi socken, Lappland, 757324-174517)
Anteruksenjärvi är en sjö i Kiruna kommun i Lappland och ingår i Torneälvens huvudavrinningsområde. Anteruksenjärvi ligger i Torneträsk-Soppero fjällurskog Natura 2000-område.